# Brockenscheidt

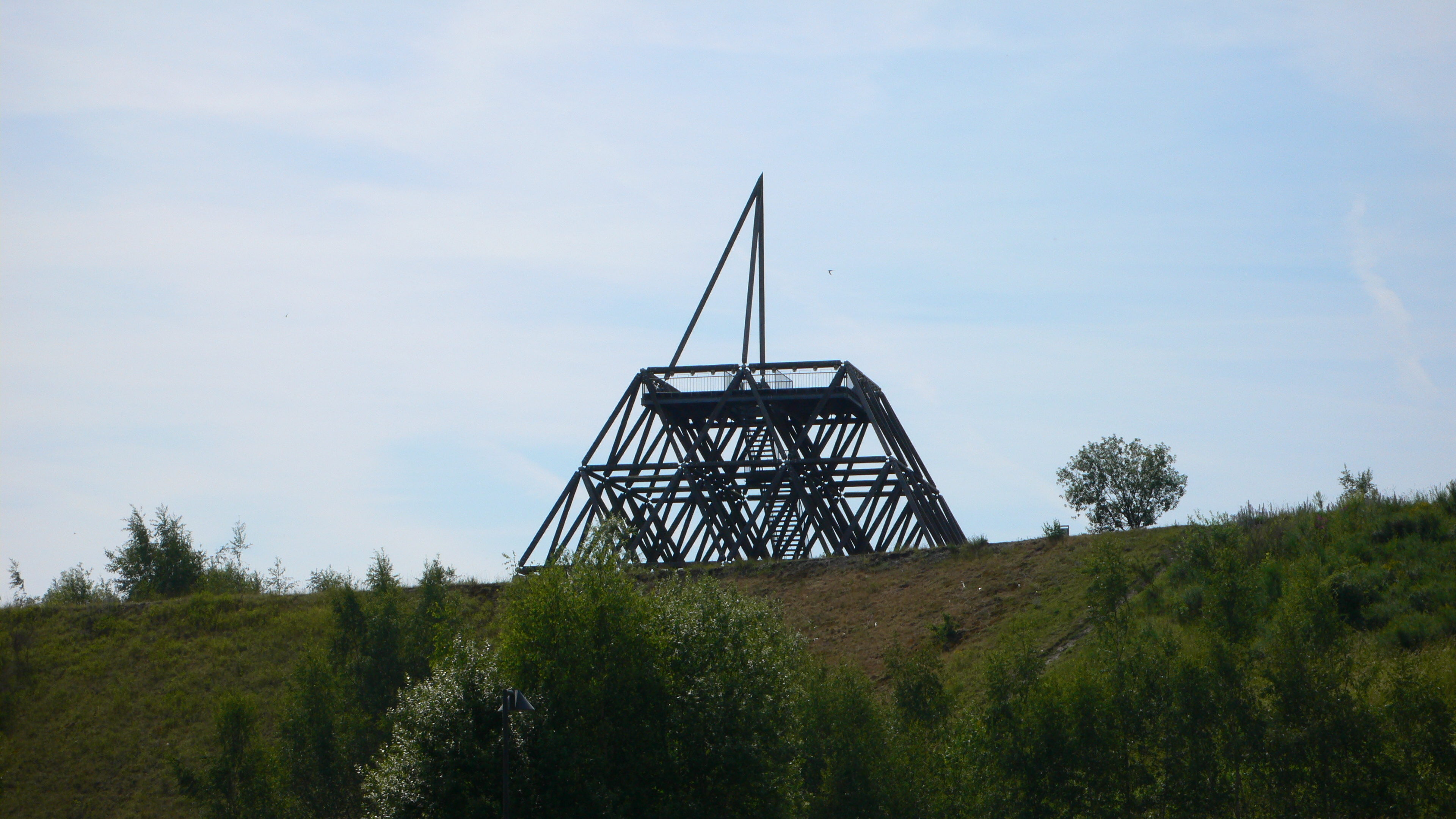
Neuer Teil der Halde mit Spurwerkturm

Brockenscheidt ist eine von sieben Bauerschaften der Stadt Waltrop im Kreis Recklinghausen. Die bedeutendste Sehenswürdigkeit ist die Halde Brockenscheidt inklusive Spurwerkturm. Die Einwohnerzahl belief sich zusammen mit der Bauerschaft Elmenhorst am 31. Januar 2014 auf 1.153 Bürger.

## Geschichte
Noch vor 40 Jahren waren 14 Bauernhöfen mit der Vieh- und Landwirtschaft beschäftigt. Geblieben sind drei.
Die Bauerschaft Brockenscheidt ist über 600 Jahre alt. In alten Gerichtsprotokollen wird schon 1417 Johan Kruse, Erbsasse eines Hofes erwähnt.
Der Hof von Johan Kruse war einer der größten und ältesten Bauernhöfe Waltrops. In einer Liste der Abgabepflichtigen um ca. 1700 weist diese aus, dass der Hof Kruse 4 Taler und 15 Groschen zahlen musste. Im Jahre 1782 wird der Hof wie folgt geführt: 3 Erwachsene, keine Kinder, 3 Knechte, 3 Mägden, 4 Pferde, 12 Stück Hornvieh, 1 Schafherde und 16 Teilen Buschgrund. Bei der Volkszählung 1806 wird unter der Hausnummer 301 in Waltrop-Brockenscheidt der 45-jährige Ernst Kruse als verheirateter Eigentümer und Bauer mit 9 Kindern (5 Mädchen, 4 Jungen) aufgeführt. Der letzte Pächter auf Kruses Hof war bis ca. 1871 Christoph Anton Franz Bramsel. Dieser wurde später Gastwirt in Leveringhausen.

## Geographie
In der Bauerschaft Brockenscheidt befindet sich der höchste Punkt der Stadt Waltrop mit 95 Meter ü. M. Dieser befindet sich in einem Waldgebiet zwischen dem Krusenhof und der Bücherstraße. Breitengrad 51.60823721 und Längengrad 7.41158724.
Brockenscheidt liegt östlich bis südöstlich der Kernstadt. Angrenzend an Brockenscheidt befindet sich außerdem der Lünener Stadtteil Brambauer, sowie die Waltroper Bauerschaften Elmenhorst, Lippe, Holthausen und Leveringhausen.

## Verkehr
Die Buslinie 284 der Vestischen Straßenbahnen durchquert diese Bauerschaft.

## Vereine
Der Bürgerschützenverein Brockenscheidt-Leveringhausen 1962 e.V. richtet alle drei Jahre ein Schützenfest aus.